# リチャード・コードリー
リチャード・コードリー(英語：Richard Cordley)は プロテスタント牧師と奴隷制度廃止運動者。19世紀にコードリーはローレンスにプリマス会衆教会の牧師だ。

## 伝記

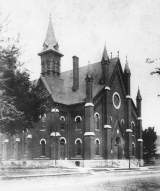
プリマス会衆教会 (1870年)

コードリーは1829年9月6日にイギリス、ノッティンガムで生まれた。4歳の時、コードリーはミシガン、リビングストーン郡に引っ越した。
1857年にコードリーはローレンスにプリマス会衆教会の牧師だ。
コードリーはローレンスの歴史とカンザスの歴史について書いた。
1904年7月11日にコードリーは死んだ。ローレンスにオークヒル墓地に埋葬していた。

## 参照
1. 1 2  Blackmar (1912).
2. ↑  McHenry, Andrew (2010年7月23日). “Religion and Politics”. Emporia Gazette 2018年5月3日閲覧。
3. ↑  “Richard Cordley”. Kansas Memory.  Kansas Historical Society. 2018年5月3日閲覧。
4. ↑  “Rev Richard Cordley”.  Find a Grave. 2018年5月3日閲覧。